# Ángel Magaña
Ángel Magaña (Buenos Aires, 24 de agosto de 1915-Buenos Aires, 12 de noviembre de 1982) fue un actor argentino que trabajó en 49 películas. Entre ellas se destacan Su mejor alumno (1944), Esposa último modelo (1950) y El cura Lorenzo (1954). Se destacó como actor dramático y comediante.

## Biografía
Después de haber debutado como extra en 1935, en la película El caballo del pueblo de Manuel Romero, protagonizada por Olinda Bozán y Enrique Serrano. Allí lo descubrió el director Mario Soffici, quien le ofreció un papel en Cadetes de San Martín (1937), protagonizada por Enrique Muiño.
Su talento y carisma lo llevaron a convertirse en uno de los actores más importantes de la escena argentina. Interpretó papeles destacados en películas históricas, como Kilómetro 111, Prisioneros de la tierra y La guerra gaucha.
Siendo comunista, en 1946 integra la lista de «La Agrupación de Actores Democráticos», en pleno gobierno de Juan Domingo Perón, y cuya junta directiva estaba integrada por Pablo Racciopi, Lydia Lamaison, Pascual Nacaratti, Alberto Barcel y Domingo Mania.
Magaña realizó también un papel protagónico en el episodio Alguien en el teléfono de la película No abras nunca esa puerta de Carlos Hugo Christensen, considerado uno de los mejores policiales de la historia del cine argentino, donde establece una sospechosa y sórdida relación con su hermana, Reneé Dumas.
Tuvo también una extensa carrera como actor teatral. En la década del 50 organizó con su esposa la Compañía Teatral de Ángel Magaña y Nury Montsé, poniendo en escena Los ojos llenos de amor, de Abel Santa Cruz, que también protagonizó en el cine. Entre sus principales trabajos se destacan el coprotagónico de Alberto Castañares, el tío inmoral de la familia, en Así es la vida, una de las obras más conocidas de la historia del teatro argentino, en la versión de la década de 1960, junto a Luis Sandrini y Mecha Ortiz, realizando también la remake cinematográfica de 1977
En televisión condujo en 1960 un programa sobre tango por Canal 9 que se llamó La boite de Angelito. Esa misma década protagonizó el ciclo Los argentinos somos así ¿o no?, trasladado de la radio, con guion de Rodolfo M. Taboada, en el que representada un estereotipo del porteño. En los 70 junto a Clarisa Gerbolez, Miguel Core, Adolfo Cassini y Horacio Fórmica condujo Adelante Juventud, programa evocativo que se daba los domingos por la tarde, con producción de Roberto Fontana, por la pantalla del Canal 7. También realizó un papel protagónico en Andrea con Andrea del Boca, donde debutó su hija, Julieta Magaña.

### Fallecimiento
El primer actor Ángel Magaña falleció de un paro cardíaco el sábado 13 de noviembre de 1982. Sus restos descansan en Cementerio de Olivos en el Gran Buenos Aires. Magaña tenía 67 años.

## Relaciones familiares
Se casó con la actriz Nury Montsé (1917-1971). Juntos, fueron padres de la actriz Julieta Magaña y de una segunda hija, llamada Alejandra.

## Filmografía
- Hotel de señoritas (1979)
- El juicio de Dios (inconclusa - 1979)
- Así es la vida (1977), Alberto Castañares
- Dos locos en el aire (1976)
- Los chantas (1975), Aurelio
- Andrea (1973)
- Adiós Alejandra (1973)
- Mi amigo Luis (1972)
- La sonrisa de mamá (1972), Damián
- La familia hippie (1971)
- ¡Viva la vida! (1969)
- Flor de piolas (1967)
- La cigarra está que arde (1967)
- Viaje de una noche de verano (1965)
- La industria del matrimonio (1964), (episodio «Correo sentimental»)
- Ritmo nuevo, vieja ola (1964), Dr. Marcelo Maines
- La cigarra no es un bicho (1963)
- Historia de una carta (1957)
- Requiebro (1955)
- El cura Lorenzo (1954)
- Los ojos llenos de amor (1954)
- Un ángel sin pudor (1953)
- No abras nunca esa puerta (1952), Raúl Valdez (episodio «Alguien al teléfono»)*
- Vuelva el primero! (1952)
- Cosas de mujer (1951)
- Arroz con leche (1950)
- Esposa último modelo (1950), Alfredo Villegas
- Cuando besa mi marido (1950)
- Piantadino (1950)
- La cuna vacía (1949)
- La calle grita (1948)
- Nunca te diré adiós (1947)
- El muerto falta a la cita (1944), Daniel Rivero
- Su mejor alumno (1944)
- Cuando florezca el naranjo (1943)
- La Guerra Gaucha (1942)
- Adolescencia (1942)
- Yo quiero morir contigo (1941), Mauricio Berardi
- El mejor papá del mundo (1941)
- Fragata Sarmiento (1940)
- Héroes sin fama (1940)
- Prisioneros de la tierra (1939)
- El viejo doctor (1939)
- Puerta cerrada (1938), Daniel
- Kilómetro 111 (1938)
- Con las alas rotas (1938)
- Viento Norte (1937)
- Cadetes de San Martín (1937)
- El caballo del pueblo (1935), Extra

### Ayudante de dirección
- Donde mueren las palabras (1946)